# Ingeborg Stahlberg
Ingeborg Stahlberg, auch bekannt als Inge oder Ingrid Stahlberg (* Juni 1921 in Morbach; † Dezember 1985 in Karlsruhe) war eine deutsche Verlegerin, die vor allem für die Gründung und Leitung des Stahlberg Verlags bekannt ist und eng mit der Gründung der Gruppe 47 in Verbindung steht.

## Leben
Ingeborg Stahlberg wurde als Tochter des Bürgermeisters von Morbach geboren. Sie legte die Mittlere Reife in einem Mädchenpensionat des Ursulinen-Klosters in Brühl ab. Dort erhielt sie eine humanistisch-katholische Erziehung, obwohl ihre Schulzeit in die Zeit des dritten Reichs fiel. Danach besuchte sie ein Gymnasium in Bonn, wo sie 1941 ihr Abitur ablegte. Sie erhielt einen Studienplatz in Heidelberg und studierte zunächst Volkswirtschaft, wechselte dann zu Germanistik und Zeitungswissenschaft, besuchte aber auch Vorlesungen und Lehrveranstaltungen in Kunstgeschichte, Theologie und Psychologie. 1945 schloss sie ihr Studium mit einer Promotion ab. Ihre Dissertation beschäftigte sich mit der illustrierten Presse im Ersten Weltkrieg.
Nach ihrem Studium arbeitet Ingeborg Stahlberg zunächst für die Polizeidirektion in Heidelberg in der Verwaltung. Im Oktober 1945 wechselte sie zum Badischen Buchverlag in Karlsruhe in den Bereich Lektorat. Ihre eigene Verlagslizenz beantragte sie bereits 1946 bei den damals zuständigen amerikanischen Militärbehörden und erhielt sie auch. Das Geld für die Verlagsgründung kam aus dem Verkauf von Schmuck, der Ingeborg Stahlbergs Mutter gehört hatte und einer Hypothek auf das Haus der Familie. Der Verlag nahm die Arbeit im November 1946 in der Karlsruher Kaiserallee als Firmensitz auf. Der Verlag hatte in der ersten Zeit nur sehr wenige Mitarbeiter und die Verlagsarbeit wurde von den Schwierigkeiten der Nachkriegszeit, wie z. B. Papiermangel, geprägt. Mit der ab 1947 erschienenen Reihe Ruf der Jugend zeigte sich die Ausrichtung des Verlags in Richtung zeitgenössisch engagierter Literatur. In dieser Reihe veröffentlichten mehrere Mitglieder der später entstandenen Gruppe 47. 1950 wurde der Stahlberg Verlag in eine GmbH umgewandelt. Wenige Jahre später musste sich Ingeborg Stahlberg für ihre verlegerische Tätigkeit vor Gericht verantworten. Der ehemalige deutsche Diplomat Gustaf Braun von Stumm sah sich durch die 1951 in dem Roman Kaputt von Curzio Malaparte geschriebene Darstellung der Protagonisten „Ministerialrat R.“ und seiner Ehefrau „Margherita“ in seinen Persönlichkeitsrechten verletzt und klagte auf Einstellung der Verbreitung des Buches. Das Gerichtsverfahren mündete in einem Vergleich und einer Ehrenerklärung zugunsten Braun von Stumms durch den Stahlberg Verlag. 1963 gründete Ingeborg Stahlberg mit dem Amadis-Verlag einen weiteren Verlag, in dem ausschließlich französische Prosa veröffentlicht wurde, darunter Werke von Autoren wie Denis Diderot, André Gide, Voltaire und Emile Zola.
1967 musste Ingeborg Stahlberg Anteile an ihren beiden Verlagen aufgrund wirtschaftlicher Schwierigkeiten verkaufen. Die Stuttgarter Holtzbrinck-Gruppe, heute Verlagsgruppe Georg von Holtzbrinck, erwarb wesentliche Anteile. 1971 wurden der Stahlberg Verlag und der Amadis-Verlag offiziell vom S. Fischer Verlag, der zu dem Zeitpunkt ebenfalls Teil der Holtzbrinck-Gruppe war, übernommen. In der Folge war Ingeborg Stahlberg als Programmdirektorin im Stuttgarter Bücherbund angestellt tätig.

## Auszeichnung
- November 1978: Bundesverdienstkreuz am Bande[5]

## Publikationen
- Die Deutsche Illustrierte Presse im Weltkrieg 1914-1918, ohne Ort 1945